# CSM Râmnicu Sărat
Clubul Sportiv Municipal Râmnicu Sărat, cunoscut sub denumirea de CSM Râmnicu Sărat sau Râmnicu Sărat, este o echipă românească de fotbal cu sediul în Râmnicu Sărat, județul Buzău, care activează în prezent în Liga a III-a, al treilea eșalon al fotbalului românesc.
De-a lungul timpului, echipa a fost cunoscută sub diverse denumiri, printre care Spartac, Flamura Roșie, Voința, Progresul, Ferodoul, Acvaterm și Olimpia, și își dispută meciurile de acasă pe Stadionul Municipal din Râmnicu Sărat.

## Istoric
În sezonul 1980–81, râmnicenii au încheiat pe locul 9 în Seria III a Diviziei C și au ajuns până în șaisprezecimile Cupei României, unde au fost eliminați cu scorul de 1–2 de formația de primă divizie FC Olt, într-un meci disputat pe Stadionul Municipal din Râmnicu Sărat. Echipa aliniată de Olimpia în acea partidă a fost: Arghir — Soare, Androne, Petrache, Prunică — Duță, Zamfir, Pușcă — Preda (66' Buzăianu), Morogan, Oprea.
În anul 1981, echipa a fost preluată de Întreprinderea de Garnituri, Frâne și Etanșări din localitate și a fost redenumită Ferodoul Râmnicu Sărat. A evoluat în Seria a III-a și a încheiat campionatul 1981–82 pe locul 5. În 1982, echipa a revenit la denumirea Olimpia, a câștigat Seria a III-a din Divizia C în sezonul 1982–83 și a obținut promovarea în Divizia B. Lotul antrenat de Marin Mustață i-a inclus pe T. Lăptoiu, Bîndar, Arghir, C. Roșca, Soare, Dumitrescu, Dorobanțu, Pătărescu, Bologan, M. Nicu, Gh. Dobre, Toma, G. Roșu, V. Roșu, Băbeanu, V. Bodan, Pușcă, Oprea, Țone, Tuculan, Preda și Apostol.
În sezoanele următoare, Olimpia a fost repartizată în Seria I a Diviziei B, clasându-se pe locul 12 în campionatul 1983–84, cu Marin Mustață pe bancă în primele șapte etape și Cornel Negoescu în restul sezonului, apoi pe locul 7 în sezonul 1984–85, locul 12 în 1985–86, locul 10 în 1986–87 și locul 17 în 1987–88, retrogradând astfel înapoi în Divizia C.
În sezonul 1988–89, sub conducerea lui Ion Moldovan, Olimpia a câștigat Seria a III-a a Diviziei C, terminând cu un avans de unsprezece puncte față de ocupanta locului secund și revenind în eșalonul secund după doar un an. Lotul echipei din acel sezon a inclus următorii jucători: Cristea, Stoian, Nițu, Cerbu, Stanciu, Aramă, Ioniță, Trocea, Marin Roșu, Roșca, Gabriel Roșu, Mitracu, Stănițel, Ion Cățoi, Răduță, Dulea, Badea, Tigoianu (15 goluri), Răileanu, Petre și Stănescu.
Revenită în Divizia B, Olimpia a evoluat timp de trei sezoane, încheind pe locul 6 în sezonul 1989–90, pe locul 12 în 1990–91 și pe locul 14 în 1991–92, când a retrogradat în Divizia C ca urmare a restructurării eșalonului secund, care a fost redus de la trei serii la doar două serii a câte 18 echipe. Declinul a continuat și în sezonul 1992–93 din Divizia C, Olimpia clasându-se pe locul 18 din 20 în Seria a II-a și retrogradând în Divizia a IV-a.
În eșalonul al patrulea, Olimpia a petrecut cinci sezoane, reușind să câștige de două ori Campionatul Județean Buzău, dar ratând de fiecare dată promovarea. În sezonul 1994–95, barajul a fost pierdut în fața echipei Prod Câmpineanca, câștigătoarea județului Vrancea, cu scorurile de 1–2 și 2–3. În sezonul 1996–97, deși a obținut o victorie cu 2–1 după prelungiri în fața echipei Textila Prejmer, campioana județului Brașov, promovarea a fost ratată, deoarece echipa nu s-a clasat printre primele șaisprezece formații în clasamentul special al celor mai bune rezultate din barajul de promovare.
În anul 1998, echipa a fost redenumită Acvaterm Râmnicu Sărat, după ce a fost preluată de societatea de utilități publice aflată în subordinea municipalității. Aceasta a preluat locul nou-promovatei Hidroconcas Buzău în Divizia C și a încheiat sezonul 1998–99 pe locul 5 în Seria I a eșalonului al treilea.
În sezonul următor, Acvaterm a încheiat pe locul 16 din 18 în Seria II și a retrogradat, însă a rămas în Divizia C după ce a cumpărat locul nou-promovatei Aromet Poșta Câlnău. Ulterior, echipa a revenit la vechiul nume, Olimpia, și a evoluat în Seria II a Diviziei C, terminând sezonul 2000–01 pe locul 8. Râmnicenii au continuat în următoarele cinci sezoane în aceeași serie a Diviziei C, clasându-se pe locul 12 în campaniile 2001–02 și 2002–03, pe locul 4 în sezonul 2003–04 și pe locul 7 în ediția 2004–05.
În 2005, echipa a fost preluată de Primăria municipiului Râmnicu Sărat și a fost redenumită Club Sportiv Municipal (CSM) Râmnicu Sărat. Impactul s-a făcut simțit rapid, odată cu îmbunătățirea rezultatelor: formația a încheiat pe locul 2 în Seria a II-a în sezonul 2005–06, iar în următorul an s-a clasat pe locul 6 în Seria I. În campionatul 2007–08, CSM a terminat pe locul 3 în Seria a II-a, la doar un punct în spatele formației Juventus București și al locului de baraj pentru promovare.
Promovarea în eșalonul secund a fost în cele din urmă obținută în sezonul 2008–09, când CSM a câștigat fără emoții Seria I, încheind cu douăsprezece puncte peste ocupanta locului secund, Oțelul Galați II. În Liga a II-a, echipa a fost antrenată de Mihai Ciobanu în prima parte a sezonului și de Cătălin Cighir în cea de-a doua, dar nu a reușit să facă față cerințelor competiției și a încheiat campionatul 2009–10 pe locul 17, retrogradând după doar un an. Penalizați cu șase puncte pentru că nu au atins pragul minim de douăzeci și cinci de puncte în sezonul precedent, râmnicenii, conduși de Cighir în tur și de Dan Paveliuc în retur, au terminat pe locul 12 în sezonul 2010–11, în Seria a II-a din Liga a III-a.
După un început modest în sezonul 2011–12, Marian Roșu l-a înlocuit pe Dan Paveliuc la începutul lunii octombrie, conducând echipa spre un loc 4 în Seria I. Roșu a părăsit CSM Râmnicu Sărat exact un an mai târziu și a fost înlocuit de jucătorii Marius Tîrîlă și Sorin Bodoc, care au asigurat interimatul, înainte ca fostul antrenor Dan Paveliuc să revină la conducerea tehnică. Deși echipa a încheiat sezonul 2012–13 pe locul 4 în Seria a II-a a Ligii a III-a, s-a retras din campionat din motive financiare și a continuat să evolueze în Liga a IV-a Buzău, după ce s-a reorganizat administrativ și a fost redenumită Olimpia. Sub comanda lui Paveliuc, formația a încheiat sezonul 2013–14 tot pe locul 4.
Sub conducerea antrenorului Marius Tîrîlă, Olimpia a promovat la finalul sezonului 2014–15, după ce a câștigat Liga a IV-a Buzău și barajul de promovare contra formației Avântul Valea Mărului, campioana județului Galați: 1–1 pe Stadionul Municipal din Râmnicu Sărat și 6–0 pe Stadionul Prof. Costică Popovici din Valea Mărului.
Revenită în Liga a III-a, Olimpia a încheiat sezonul 2015–16 pe locul al doilea în Seria I, la șapte puncte în urma formației Sepsi OSK, iar în ediția următoare a ocupat locul 9.
În vara lui 2017, echipa s-a reorganizat din nou, revenind la numele de CSM Râmnicu Sărat, fiind preluată de Municipalitate și reintegrată în clubul sportiv cu același nume, încheind sezonul 2017–18 din nou pe locul 9. Sezonul 2018–19 a fost foarte dezamăgitor pentru CSM, echipa terminând pe locul 14, iar antrenorul-jucător Marius Tîrîlă a fost înlocuit cu Dan Paveliuc cu patru etape înainte de finalul sezonului, echipa fiind deja retrogradată în liga a patra.
În sezonul 2019–20, care a fost suspendat în martie 2020 din cauza pandemiei de COVID-19, CSM Râmnicu Sărat, aflându-se pe locul 1, a fost declarată campioana județului Buzău, calificându-se astfel pentru play-off-ul de promovare în Liga a III-a. Concurând în Grupa B a Regiunii 7 (Sud-Est) pe stadionul Oțelul din Galați, echipa, condusă de Tănase Lăptoiu, a beneficiat de retragerea echipei Pescărușul Sarichioi, campioana județului Tulcea. Cu toate acestea, CSM Râmnicu Sărat a pierdut în fața celor de la Gloria Albești, campioana județului Constanța, după un egal 0–0 și o înfrângere cu 3–4 la lovituri de departajare, terminând pe locul 2. În ciuda acestui fapt, Râmnicenii au promovat în Liga a III-a, clasându-se pe locul 3 în clasamentul special întocmit pe baza rezultatelor echipelor de pe locul 2 din cele paisprezece grupe de promovare.
CSM Râmnicu Sărat a încheiat primul sezon de la revenirea în Liga III pe locul 4 în Seria a II-a, cu Tănase Lăptoiu pe bancă. Marius Vișan a început sezonul 2021–22 în postura de antrenor principal, însă a părăsit echipa în aprilie 2022, fiind înlocuit de Marius Tîrîlă pentru ultima parte a campionatului. Echipa a terminat în cele din urmă pe locul 7 în Seria a II-a, atât la finalul sezonului regular, cât și la finalul play-out-ului.
Tîrîlă a condus CSM Râmnicu Sărat în sezonul următor, terminând pe locul 1 în sezonul regulat al Seriei a II-a și pe locul 2 după runda de play-off a seriei, calificându-se astfel în prima rundă a play-off-ului de promovare, unde echipa a pierdut în fața echipei Foresta Suceava, 1-1 acasă și 0-2 la Suceava.

## Cronologia denumirilor
| Nume                        | Perioadă     |
| --------------------------- | ------------ |
| Spartac Râmnicu Sărat       | 1950–1953    |
| Flamura Roșie Râmnicu Sărat | 1954–1955    |
| Voința Râmnicu Sărat        | 1956–1964    |
| Progresul Râmnicu-Sărat     | 1964–1969    |
| Olimpia Râmnicu Sărat       | 1969–1981    |
| Ferodoul Râmnicu-Sărat      | 1981–1982    |
| Olimpia Râmnicu Sărat       | 1982–1998    |
| Acvaterm Râmnicu-Sărat      | 1998–2000    |
| Olimpia Râmnicu Sărat       | 2000–2005    |
| CSM Râmnicu Sărat           | 2005–2013    |
| Olimpia Râmnicu Sărat       | 2013–2017    |
| CSM Râmnicu Sărat           | 2017–present |

## Parcursul competițional
| Sezon   | Nivel | Divizie                     | Loc   | Note         | Cupa României |
| ------- | ----- | --------------------------- | ----- | ------------ | ------------- |
| 2023–24 | 3     | Liga a III-a (Seria a II-a) | 5     |              | Turul doi     |
| 2022–23 | 3     | Liga a III (Seria a II-a)   | 2     |              | Primul tur    |
| 2021–22 | 3     | Liga a III-a (Seria a II-a) | 7     |              | Turul doi     |
| 2020–21 | 3     | Liga a III-a (Seria a II-a) | 4     |              | Primul tur    |
| 2019–20 | 4     | Liga a IV-a Buzău (BZ)      | 1 (C) | Promovată    | Primul tur    |
| 2018–19 | 3     | Liga a III-a (Seria I)      | 14    | Retrogradată | Turul doi     |
| 2017–18 | 3     | Liga a III-a (Seria a II-a) | 9     |              | Turul trei    |
| 2016–17 | 3     | Liga a III-a (Seria I)      | 9     |              | Turul trei    |
| 2015–16 | 3     | Liga a III-a (Seria I)      | 2     |              |               |
| 2014–15 | 4     | Liga a IV-a Buzău (BZ)      | 1 (C) | Promovată    |               |
| 2013–14 | 4     | Liga a IV-a Buzău (BZ)      | 4     |              |               |
| 2012–13 | 3     | Liga a III-a (Seria a II-a) | 4     | Retrogradată |               |
| 2011–12 | 3     | Liga a III-a (Seria I)      | 4     |              |               |
| 2010–11 | 3     | Liga a III-a (Seria a II-a) | 12    |              |               |
| 2009–10 | 2     | Liga a II-a (Seria I)       | 17    | Retrogradată |               |

| Sezon     | Nivel | Divizie                     | Loc   | Note         | Cupa României |
| --------- | ----- | --------------------------- | ----- | ------------ | ------------- |
| 2008–09   | 3     | Liga a III-a (Seria I)      | 1 (C) | Promovată    |               |
| 2007–08   | 3     | Liga a III-a (Seria a II-a) | 3     |              |               |
| 2006–07   | 3     | Liga a III-a (Seria I)      | 6     |              |               |
| 2005–06   | 3     | Divizia C (Seria a II-a)    | 2     |              |               |
| 2004–05   | 3     | Divizia C (Seria a II-a)    | 7     |              |               |
| 2003–04   | 3     | Divizia C (Seria a II-a)    | 4     |              |               |
| 2002–03   | 3     | Divizia C (Seria a II-a)    | 12    |              |               |
| 2001–02   | 3     | Divizia C (Seria a II-a)    | 12    |              |               |
| 2000–01   | 3     | Divizia C (Seria a II-a)    | 8     |              |               |
| 1999–2000 | 3     | Divizia C (Seria a II-a)    | 16    |              |               |
| 1998–99   | 3     | Divizia C (Seria I)         | 5     |              |               |
| 1992–93   | 3     | Divizia C (Seria a II-a)    | 18    | Retrogradată |               |
| 1991–92   | 2     | Divizia B (Seria I)         | 14    | Retrogradată |               |
| 1990–91   | 2     | Divizia B (Seria I)         | 12    |              |               |
| 1989–90   | 2     | Divizia B (Seria I)         | 6     |              |               |

## Jucători
La 10 septembrie 2024.
| Nr. |         | Poziție | Jucător                    |
| --- | ------- | ------- | -------------------------- |
| 1   | România | P       | Rareș Șerban               |
| 2   | România | M       | Dănuț Oprea (Vice-căpitan) |
| 3   | România | M       | Mihăiță Trandafir          |
| 4   | Camerun | M       | Alexandre Song             |
| 5   | România | F       | Matteo Tănăsele            |
| 6   | România | F       | Marius Ioniță              |
| 7   | România | M       | Florin Alexandru           |
| 8   | România | M       | Bogdan Danciu (Căpitan)    |
| 9   | România | A       | Dănuț Bătrînu              |
| 10  | România | M       | Andrei Ignat               |
| 11  | România | M       | Mădălin Socol              |

| Nr. |         | Poziție | Jucător                     |
| --- | ------- | ------- | --------------------------- |
| 12  | România | P       | George Onel                 |
| 15  | România | M       | Cosmin Ionescu              |
| 16  | România | M       | Ionuț Legănuț               |
| 17  | România | M       | Ionuț Dima                  |
| 18  | România | M       | Claudiu Ionescu-Racovițeanu |
| 19  | România | M       | Mario Micu                  |
| 20  | România | M       | Silvian Calotă              |
| 23  | România | M       | Alessio Mocanu              |
| 30  | România | M       | Iasmin Puiu                 |
| 33  | România | P       | Costin Râpeanu              |
| 80  | România | M       | Robert Tănase               |

### Personalul tehnic
| Rol                 | Nume         |
| ------------------- | ------------ |
| Administrator       | Marius Vișan |
| Asistent manager    | Viorel Bodan |
| Antrenor de portari | Ionuț Popa   |
| Club Doctor         | Marius Roșca |